# Rue Anežská
 (juin 2024).
La rue Anežská (rue Sainte-Agnès) est une voie de Prague.
Située dans la vieille ville de Prague, elle mène de la place Hastalské au couvent Sainte-Agnès. 

## Origine du nom
Elle porte le nom de sainte Agnès de Bohême (1211-1282), qui fonda le monastère en 1234.

## Bâtiments remarquables et lieux de mémoire
- Paroisse de Saint-Haštal – numéro 1[1]
- Restaurant U Červeného kola – numéro 2[2]
- Bar à vin U svaté Anežka – numéro 3[3]
- " la plus petite maison de Prague " - numéro 4
- Maison U Červeného kola –  numéro 5[4]
- Maison U Černé růže – numéro 6[5]
- Maison à Saint-Venceslas – numéro 8[6]
- Couvent Sainte-Agnès – Numéros 10 à 16[7]